# 폴아웃 (시리즈)
《폴아웃》(Fallout)은 인터플레이 엔터테인먼트가 개발한 일련의 포스트 아포칼립스 롤플레잉 비디오 게임을 가리킨다. 시리즈의 무대가 되는 시대배경은 22세기 및 23세기이지만, 아톰펑크이면서 레트로 퓨처리즘의 설정 및 미술은 약속된 기술의 희망과 핵무기 전멸에 대한 잠재된 공포심이 절충된 전후 1950년대 미국의 문화에 영향을 받았다. 《폴아웃》의 선지자적 작품은 1988년 비디오 게임 《웨이스트랜드》인데, 《폴아웃》 시리즈는 이 게임의 정신적 후속작으로 평가된다. 게임 세계관은 다르지만 배경 이야기, 생명체, 장소, 등장인물 등은 많은 유사성을 포함하고 있다.
시리즈 최초의 두 작품인 《폴아웃》과 《폴아웃 2》는 블랙 아일 스튜디오가 개발했다. 2001년 전술 롤플레잉 게임 《폴아웃 텍틱스: 브라더후드 오브 스틸》은 마이크로 포르테 및 4 디그리 이스트가 개발했다. 2004년 인터플레이는 블랙 아일 스튜디오를 폐쇄했고, 플레이스테이션 2와 엑스박스를 위한 롤플레잉 액션 게임 제작을 지속하여 블랙 아일 스튜디오 없이 《폴아웃: 브라더후드 오브 스틸》을 작업했다. 2008년 발표된 핵심 시리즈의 세 번째 작품 《폴아웃 3》은 베데스다 소프트웍스가 개발했다. 2010년에는 옵시디언 엔터테인먼트가 개발한 스핀오프 《폴아웃: 뉴 베가스》가 그 뒤를 이었다. 2015년 6월 3일에는 《폴아웃 4》가 공개되었고, 2015년 11월 10일에 출시되었다.
베데스다 소프트웍스가 현재 폴아웃 게임의 제작 권리를 소유하고 있다. 지적재산에 대한 권리를 획득한 직후, 베데스다는 광범위한 멀티플레이 온라인 롤플레잉 게임 (MMORPG) 제작을 위해 인터플레이에 라이센스 사용 허가를 부여했다. 인터플레이는 MMORPG의 제작을 베타 수준까지 끝냈으나, 베데스다 소프트웍스와 인터플레이 간의 장구한 법적 분쟁으로 게임 개발은 작파되었고 결국 중단되었다. 베데스다 측은 법원에 라이센스 사용 허가의 조건을 충족하지 못했다고 주장했다. 본 소송은 베데스다의 승소로 종결되었다.

## 게임

### 본편

#### 폴아웃 (1997)
《폴아웃》은 1997년 10월 출시됐다. 2161년 종말 이후의 남부 캘리포니아가 무대이다. 주인공은 '볼트 거주자'로 고향 볼트의 물칩을 수리하기 위해 황무지를 가로질러 볼트 13의 칩을 회수하는 임무를 맡고 모험을 떠난다.

#### 폴아웃 2 (1998)
《폴아웃 2》는 1998년 10월 출시됐다. 1편의 게임 엔진 개선, 논플레이어 캐릭터 동료의 인공지능 조정, 문을 가로막는 사람들을 밀어내는 기능 등 다양한 개선점이 추가됐다.
《폴아웃 2》의 무대는 《폴아웃》으로부터 80년 후로 주인공은 《폴아웃》의 볼트 거주자의 자손 '선택받은 자'이다.

## 기타 매체

### 드라마
2020년 7월, 《폴아웃》에 기반한 텔레비전 드라마가 발표됐다. 아마존 프라임 비디오를 통해 방송하며 리사 조이와 조너선 놀런이 제작했다. 두 사람이 각본과 제작감독을 맡으며 제작사 킬터 필름스가 베데스다 소프트웍스와 베데스다 게임 스튜디오와 협력한다. 조이와 놀런 이외에 킬터 필름스의 어시나 위컴, 베데스다 소프트웍스의 제임스 알트먼과 베데스다 게임 스튜디오스의 토드 하워드가 드라마를 같이 제작감독한다. 2022년 1월, 아마존이 공식적으로 드라마를 제작촬영한다고 공지했으며 놀런이 첫 화를 감독하고 제니바 로버트슨드워렛과 그래햄 바그너가 쇼러너 자격으로 참여한다고 발표했다. 월턴 고긴스와 엘라 퍼넬이 주연을 맡았다. 2024년 4월 12일에 방영된다.